# Abraxas conferta
Abraxas conferta là một loài bướm đêm trong họ Geometridae.